# Aplosonyx kinabaluensis
Aplosonyx kinabaluensis es un coleóptero de la familia Chrysomelidae. Fue descrita científicamente por primera vez en 1999 por Mohamedsaid.